# Milan Lipovec
Milan Lipovec, slovenski pisatelj, urednik, fotograf * 30. april 1912, Trst, † 16. september 1997, Trst.

## Življenjepis
Lipovec je v Ljubljani obiskoval trgovsko šolo na Rakovniku, služboval kot trgovski potnik v lesni trgovini v Podpeči in se potem priučil za stavca. 1935 se je zaposlil v Narodni tiskarni in pri Jutru, kjer je objavljal
prve črtice, novele in humoristične prispevke. Med vojno je bil nekaj časa zaprt v taborišču Gonars in Renicci. Po koncu 2. svetovne vojne se je vrnil v Trst in vse do 1972 delal v raznih tiskarnah. Za slovensko radijsko postajo (Trst A) je pripravljal komentarje aktualnih zadev. Objavljal
je v Naših razgledih, Jadranskem koledarju, Primorskem
dnevniku in Mladiki. Bil je sourednik goriške Soče ter od leta 1966 do 1991 odgovorni urednik revije Zaliv. Ukvarjal se je tudi s tridimenzionalno fotografijo in eno svojo inovacijo celo patentiral. 

## Literarno delo
Lipovec je novele in črtice objavljal od leta 1938. Napisal in izdal je dva romana: Ljudje ob cesti (1961) in Leseno jadro (1976), zgodovinsko pripoved Čubejska prigoda (1972) in parodijo o slovenski zgodovini pod naslovom Slovenci pod jelševo brezo (1984). Lipovčeva romana se tematsko vežeta na idilično, nepokvarjeno naravo in njene ljudi. V zgodovinske dogodke in osebe se vživlja v čustveno poudarjenem impresionističnem slogu. V prvem romanu opisuje Brkine in Brkince, v drugem pa Ljubljansko barje in njegove prebivalce.